# Pjevajte s nama
Pjevajte s nama (eng. Sing) je računalno-animirani film iz 2016. godine animacijskoga studija Illumination Entertainment. Redatelj filma je Garth Jennings, a glasove u originalnoj verziji posudili su između ostalih i Matthew McConaughey, Reese Witherspoon, Seth MacFarlane, Scarlett Johansson, John C. Reilly, Tori Kelly, Taron Egerton i Nick Kroll. Producenti su Chris Meledandri i Janet Healy, a film je distribuirao Universal Pictures.
Film je zaradio 634 milijuna dolara diljem svijeta. Recenzije i kritike su bile izuzetno pozitivne pohvaljujući osobito inovativnu animaciju i duhovitost scenarija.
Film je dobio i nastavke. Pjevajte s nama 2 bila je uspješnija od prvog izvornog filma.

## Radnja
Koala Buster je ravnatelj kazališta koje proživljava teško razdoblje. Kako bi oživio kazalište koje je u potpunosti zapušteno, organizira natjecanje u pjevanju, a pobjednika očekuje velika novčana nagrada. Među svim natjecateljima posebno se istakne pet neobičnih likova: umišljeni miš koji je ujedno i ovisnik o kocki, plašljiva slonica koja ima strah od javnih nastupa, mama svinja koju doma čeka 25 praščića, mladi gorila koji želi skupiti novce kako bi oslobodio tatu iz zatvora te punk-rock dikobrazica koja želi pjevati sama, a ne u bendu.

## Glavne uloge
- Matthew McConaughey - Buster Moon
- Reese Witherspoon - Rosita
- Seth MacFarlane - Mike
- Scarlett Johansson - Ash
- John C. Reilly - Eddie Noodleman
- Taron Egerton - Johnny
- Tori Kelly - Meena
- Jennifer Saunders - Nana Noodleman
  - Jennifer Hudson - Young Nana
- Garth Jennings - Miss Crawly
- Peter Serafinowicz - Big Daddy
- Nick Kroll - Gunter
- Beck Bennett - Lance
- Jay Pharoah - Meena
- Nick Offerman - Norman
- Leslie Jones - Meena's mother
- Rhea Perlman - Judith
- Laraine Newman - Meena's Grandmother
- Adam Buxton - Stan
- Brad Morris - Baboon
- Bill Farmer - Bob

## Hrvatska sinkronizacija
| Ime            | Engleska inačica    | Hrvatska inačica |
| -------------- | ------------------- | ---------------- |
| Buster Moon    | Matthew McConaughey | Marko Makovičić  |
| Veliki tatica  | Peter Serafinowicz  | Goran Navojec    |
| Meena          | Tori Kelly          | Renata Sabljak   |
| Johnny         | Taron Egerton       | Ivan Glowatzky   |
| Rosita         | Reese Witherspoon   | Vanja Ćirić      |
| Mike           | Seth MacFarlane     | Janko Rakoš      |
| Madam Kiki     | Garth Jennings      | Mila Elegović    |
| Ash            | Scarlett Johansson  | Ivana Starčević  |
| Eddie          | John C. Reilly      | Daniel Dizdar    |
| Meenin djed    | Jay Pharoah         | Bojan Navojec    |
| Nana Noodleman | Jennifer Saunders   | Ivana Bakarić    |
| Gunter         | Nick Kroll          | Dražen Bratulić  |
| Lance          | Beck Bennett        | Marko Cindrić    |
| Norman         | Nick Offerman       | Ronald Žlabur    |

### Ostali glasovi
- Davor Svedružić
- Boris Barberić
- Mima Karaula
- Božidar Peričić
- Ivan Šatalić
- Dragan Peka
- Martina Kapitan Bregović
- Asim Ugljen
- Robert Ugrina
- Dijana Vidušin
- Sunčica Novačić
- Sara Spinčić
- Nancy Abdel Sakhi
- Ines Ivanjek

### Sinkronizacija
- Sinkronizacija: Duplicato Media d.o.o.
- Redatelj dijaloga: Tomislav Rukavina
- Prijevod i adaptacija: Davor Slamnig

## Unutarnje poveznice
- Illumination Entertainment
- Universal Pictures

## Vanjske poveznice
- Pjevajte s nama u internetskoj bazi filmova IMDb-a (engl.)
- Pjevajte s nama na Rotten Tomatoes (engl.)